# Dan George

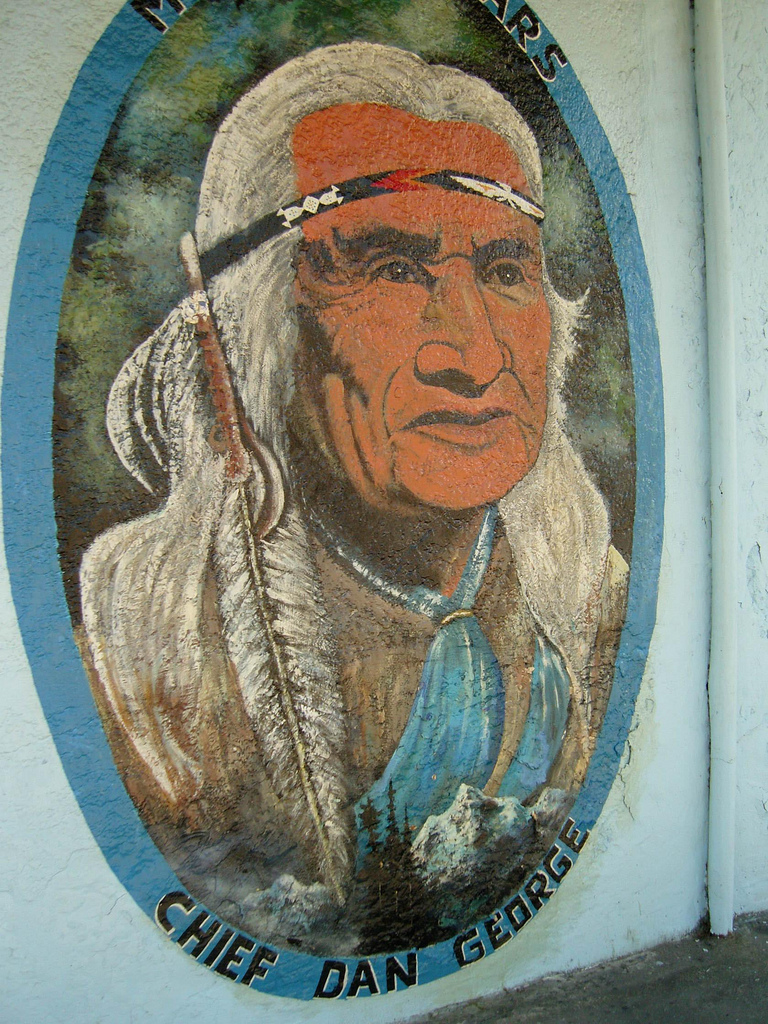
Bild von Dan George

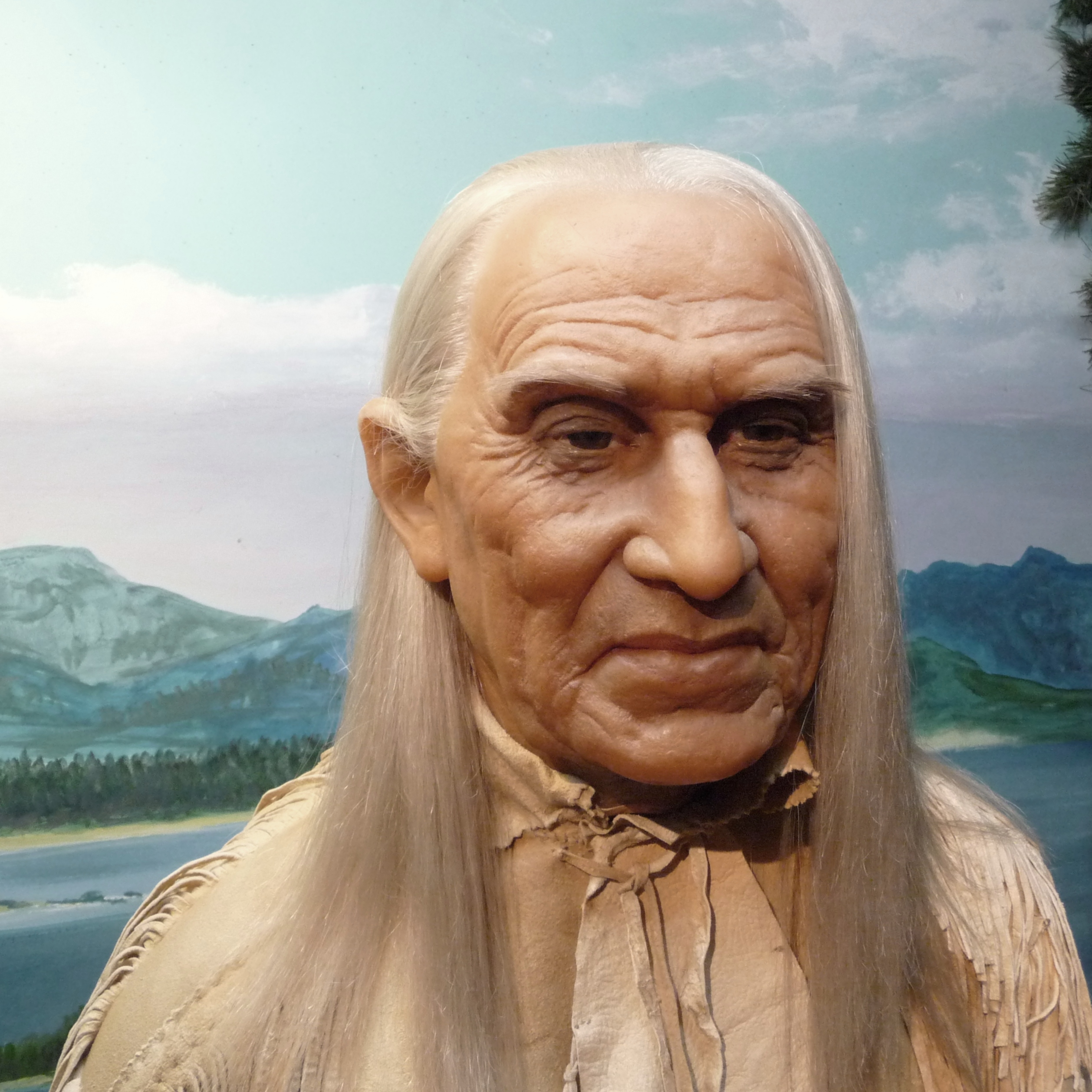
Eine Wachsfigur von Chief Dan George im Royal London Wax Museum, Kanada

Chief Dan George (* 24. Juli 1899 in Burrard, North Vancouver; † 23. September 1981 in Vancouver, British Columbia) war ein Schauspieler und Häuptling der Tsleil-Waututh Nation am Burrard Inlet in British Columbia, Kanada.

## Leben
Chief Dan George war ein Burrard-Indianer, dieser Stamm lebt im heutigen British Columbia. Nach dem Schulbesuch bestritt er seinen Lebensunterhalt durch wechselnde Berufe, wie etwa als Hafenarbeiter, Schulbusfahrer oder Bauarbeiter. Von 1951 bis 1963 war er Häuptling des Burrard-Indianerstammes. Er war ein engagierter Sprecher für die Rechte der amerikanischen Ureinwohner und für den Naturschutz.
1960 hatte Chief Dan George seine erste Schauspielrolle in der Serie Cariboo County. Seinen schauspielerischen Durchbruch im fortgeschrittenen Alter feierte er mit der Nebenrolle des Häuptlings Old Lodge Skins in Arthur Penns Wildwestfilm Little Big Man (1970). Für diesen Film, erst sein zweiter Kinofilm, gewann Chief Dan George das Lob der Kritiker und die Preise des New York Film Critics Circle, der National Society of Film Critics und den Laurel Award, während er bei der Golden-Globe- und Oscarverleihung jeweils gegenüber John Mills (Ryans Tochter) das Nachsehen hatte. In Clint Eastwoods Western Der Texaner brillierte er als dessen Gefährte Lone Watie. Bis zu seinem Tod im Jahr 1981 war er als Schauspieler aktiv.
Neben seiner Schauspielkarriere wirkte Chief Dan George auch als Autor und veröffentlichte verschiedene Bücher, darunter My Heart Soars, My Spirit Soars und You Call Me Chief: Impressions of the Life of Chief Dan George.

## Filmografie (Auswahl)
- 1960: Cariboo Country (Fernsehserie, 2 Folgen)
- 1964: Der kleine Vagabund (The Littlest Hobo, Fernsehserie, Folge 1x26)
- 1969: Smith! – Ein Mann gegen alle (Smith!)
- 1969: High Chaparral (The High Chaparral, Fernsehserie, Folge 3x08)
- 1970: Little Big Man
- 1971: Bonanza (Fernsehserie, Folge 13x14 Der Kriegsschmuck von Red Cloud)
- 1972: Die Ferien des Mr. Bartlett (Cancel My Reservation)
- 1972: Dr. med. Marcus Welby (Marcus Welby, M.D., Fernsehserie, Folge 4x13)
- 1972–1981: Strandpiraten (The Beachcombers, Fernsehserie, 8 Folgen)
- 1973: Kung Fu (Fernsehserie, Folge 1x15 Caine und der alte Häuptling)
- 1974: Ferner Donner (Alien Thunder)
- 1974: Meine Bären und ich (The Bears and I)
- 1974: Harry und Tonto (Harry and Tonto)
- 1975: Kalte Reise (Cold Journey)
- 1975: Ein Sheriff in New York (McCloud, Fernsehserie, Folge 6x02)
- 1976: Der Texaner (The Outlaw Josey Wales)
- 1978: Colorado Saga (Centennial, Miniserie, Folge 1x02)
- 1979: Der unglaubliche Hulk (The Incredible Hulk, Fernsehserie, Folge 2x19 Jäger der Steinzeit)
- 1979: 1998 – Die Vier Milliarden Dollar Show (Americathon)
- 1980: Matt und Jenny – Abenteuer im Ahornland (Fernsehserie, Folge 1x17)
- 1980: Ein Professor geht aufs Ganze (Nothing Personal)